# Rożanówka (przystanek kolejowy)
Rożanówka (ukr. Рожанівка, ros. Рожановка) – przystanek kolejowy w miejscowości Rożanówka, w rejonie zaleszczyckim, w obwodzie tarnopolskim, na Ukrainie. Leży na linii Biała Czortkowska – Zaleszczyki – Stefaneszty.
Przed II wojną światową istniała w tym miejscu stacja kolejowa.